# Viels-Maisons

Viels-Maisons este o comună în departamentul Aisne din nordul Franței. În 1 ianuarie 2022 avea o populație de 1.199 de locuitori.